# Легко (альбом)
Легко — третий альбом группы SunSay, вышедший в 2011 году. В записи нового альбома приняли участие Алина Орлова и Джон Форте.

## Список композиций
1. Легко (5:59)
2. Мама (4:11)
3. Наяву (3:22)
4. Немовля (4:38)
5. В твоих глазах сияю я (4:36)
6. Миг (3:53)
7. Все равно (3:38)
8. Чудеса (3:42)
9. Home (feat. Алина Орлова) (4:13)
10. Wind Song (feat. Джон Форте) (5:25)

## Интересные факты
- По словам Андрея Запорожца, в этом альбоме он в полной мере проявил любовь к 60-м и 70-м.[1]
- Песня «Все равно» уже была представлена на предыдущем альбоме коллектива. На данной пластинке она имеет несколько иное звучание.
- Песня «Легко» также не является новой. Впервые она была исполнена ещё на концертах группы 5’nizza.
- Это первый альбом группы, приобрести на физическом носителе который можно только на концертах.[1]
- Альбом доступен для свободного скачивания на сайте Kroogi.com. При желании можно отблагодарить коллектив, перечислив произвольную сумму.